# Andreas Hauger
Andreas Hauger (* 7. Januar 1979 in Bærum, Norwegen) ist ein ehemaliger Fußball- und Bandyspieler.

## Karriere

### Vereinskarriere
Seine Karriere begann Hauger in der Jugend von Stabæk Fotball. Hier wurde er 1998 in den Profikader aufgenommen, jedoch kam er kaum zum Zug; er absolvierte nur vier Partien in den beiden Spielzeiten 1998 und 1999. 1998 gewann man den norwegischen Pokal.
Als er 2000 gar nicht zum Spielen kam, wechselte Hauger zu Hønefoss BK, wo er in sechs Spielen drei Tore schoss. 2001 ging Andreas Hauger zu Asker Fotball, 2002 wechselte er zu N.T.G. Zur Saison 2003 ging Hauger zu Bærum SK. Nach dem Abstieg in die dritte norwegische Liga, die 2. divisjon, 2004 blieb er noch vier Spielzeiten bis zur Saison 2007.
Danach kehrte Hauger dem Fußball den Rücken und ging zum Bandy. 2008 debütierte Andreas Hauger bei Høvik IF. 2009 kehrte er zurück und unterschrieb bei Øvrevoll Hosle IL.

### Nationalmannschaft
Hauger durchlief verschiedene norwegische Junioren-Nationalmannschaften. 1994 absolvierte er zwei Partien bei der U-15-Mannschaft und erzielte ein Tor, 1995 spielte er viermal bei der U-16. Zudem spielte er siebenmal in der norwegischen U-17-Nationalmannschaft, sechsmal in der U-19-Mannschaft und einmal in der U-20-Nationalmannschaft.

## Erfolge
Stabæk Fotball
- Norwegischer Pokal: 1998

## Privates
Sein jüngerer Bruder Henning Hauger spielte von 2011 bis 2012 bei Hannover 96 und ist seit 2013 bei IF Elfsborg in der ersten schwedischen Liga.